# باشگاه فوتبال کلن (زنان)
باشگاه فوتبال زنان کلن بخش فوتبال زنان باشگاه ورزشی کلن است که همکنون در بوندس‌لیگای زنان بازی می‌کند.
باشگاه فوتبال زنان کلن از ژوئیهٔ سال ۲۰۰۹ که باشگاه پولهایم براوایلر منحل شد و به باشگاه کلن پیوست وجود دارد. در اولین حضور آنها در فصل ۱۰–۲۰۰۹ آنها موفق شدند مقام سوم لیگ بوندس لیگای ۲ را بدست بیاورند. آنها موفق شدند تا در سال ۲۰۱۵ به بوندس‌لیگا صعود کنند. ویلی برو سرمربی زنان باشگاه فوتبال زنان کلن است.